# Spelartrupper under sydamerikanska U20-mästerskapet i fotboll 2015
Denna artikel innehåller samtliga spelartrupper under sydamerikanska U20-mästerskapet i fotboll 2015 som spelades i Uruguay från den 14 januari till 7 februari 2015.

## Argentina
Förbundskapten: Humberto Grondona 
| Nr | Pos. | Namn                | Födelsedatum (ålder)     | Matcher | Mål |           | Klubb             |
| -- | ---- | ------------------- | ------------------------ | ------- | --- | --------- | ----------------- |
| 1  | MV   | Augusto Batalla     | 30 april 1996 (18 år)    |         |     | Argentina | River Plate       |
| 2  | F    | Emanuel Mammana     | 10 februari 1996 (18 år) |         |     | Argentina | River Plate       |
| 3  | F    | Facundo Cardozo     | 6 april 1995 (19 år)     |         |     | Argentina | Vélez Sarsfield   |
| 4  | MF   | Nicolás Tripichio   | 5 januari 1996 (18 år)   |         |     | Argentina | Vélez Sarsfield   |
| 5  | MF   | Lucas Bareiro       | 8 mars 1995 (19 år)      |         |     | Argentina | Racing            |
| 6  | F    | Leandro Vega        | 27 maj 1996 (18 år)      |         |     | Argentina | River Plate       |
| 7  | A    | Cristian Espinoza   | 3 april 1995 (19 år)     |         |     | Argentina | Huracán           |
| 8  | MF   | Leonardo Rolón      | 19 januari 1995 (19 år)  |         |     | Argentina | Vélez Sarsfield   |
| 9  | A    | Giovanni Simeone    | 5 juli 1995 (19 år)      |         |     | Argentina | River Plate       |
| 10 | MF   | Tomás Martínez      | 7 mars 1995 (19 år)      |         |     | Argentina | River Plate       |
| 11 | A    | Ángel Correa        | 9 mars 1995 (19 år)      |         |     | Spanien   | Atlético Madrid   |
| 12 | MV   | José Devecchi       | 1 september 1995 (19 år) |         |     | Argentina | San Lorenzo       |
| 13 | MV   | Agustín Rossi       | 21 augusti 1995 (19 år)  |         |     | Argentina | Chacarita Juniors |
| 14 | MF   | Lucio Compagnucci   | 23 februari 1996 (18 år) |         |     | Argentina | Vélez Sarsfield   |
| 15 | F    | Tiago Casasola      | 11 augusti 1995 (19 år)  |         |     | England   | Fulham            |
| 16 | MF   | Leonardo Suárez     | 30 mars 1996 (18 år)     |         |     | Argentina | Boca Juniors      |
| 17 | MF   | Joaquín Ibáñez      | 5 september 1996 (18 år) |         |     | Argentina | Lanús             |
| 18 | MF   | Iván Leszczuk       | 20 februari 1996 (18 år) |         |     | Argentina | Boca Juniors      |
| 19 | A    | Rodrigo Contreras   | 27 oktober 1995 (19 år)  |         |     | Argentina | San Lorenzo       |
| 20 | F    | Facundo Monteseirín | 12 mars 1995 (19 år)     |         |     | Argentina | Lanús             |
| 21 | F    | Rodrigo Moreira     | 15 juli 1996 (18 år)     |         |     | Argentina | Independiente     |
| 22 | A    | Sebastián Driussi   | 9 februari 1996 (18 år)  |         |     | Argentina | River Plate       |
| 23 | A    | Maxi Rolón          | 19 januari 1995 (19 år)  |         |     | Spanien   | Barcelona B       |

## Bolivia
Förbundskapten: Claudio Chacior 
| Nr | Pos. | Namn                | Födelsedatum (ålder)      | Matcher | Mål |         | Klubb                  |
| -- | ---- | ------------------- | ------------------------- | ------- | --- | ------- | ---------------------- |
| 1  | MV   | Javier Rojas        | 14 januari 1996 (18 år)   |         |     | Bolivia | Bolívar                |
| 2  | F    | Óscar Baldomar      | 16 februari 1996 (18 år)  |         |     | Bolivia | Bolívar                |
| 3  | F    | Jordy Joan Candia   | 20 april 1996 (18 år)     |         |     | Bolivia | Callejas               |
| 4  | F    | Jesús Carlos Flores | 10 april 1996 (18 år)     |         |     | Bolivia | Petrolero              |
| 5  | F    | Pablo Elías Pedraza | 10 mars 1995 (19 år)      |         |     | Bolivia | Blooming               |
| 6  | F    | Joel Bejarano       | 21 mars 1996 (18 år)      |         |     | Bolivia | Blooming               |
| 7  | F    | Carlos Áñez         | 6 juli 1995 (19 år)       |         |     | Bolivia | Oriente Petrolero      |
| 8  | MF   | Erwin Saavedra      | 22 februari 1996 (18 år)  |         |     | Bolivia | Bolívar                |
| 9  | A    | Denis Pinto         | 25 september 1995 (19 år) |         |     | Bolivia | Blooming               |
| 10 | MF   | Erick Iragua        | 30 november 1995 (19 år)  |         |     | Bolivia | Bolívar                |
| 11 | A    | Rodrigo Mejido      | 6 maj 1995 (19 år)        |         |     | Bolivia | Universitario de Pando |
| 12 | MV   | Braulio Uraezaña    | 26 mars 1995 (19 år)      |         |     | Bolivia | Blooming               |
| 13 | F    | Jefferson Virreira  | 19 januari 1997 (17 år)   |         |     | Bolivia | Callejas               |
| 14 | MF   | Cristian Arano      | 23 februari 1995 (19 år)  |         |     | Bolivia | Blooming               |
| 15 | MF   | Kevin Alcántara     | 10 maj 1996 (18 år)       |         |     | Bolivia | Bolívar                |
| 16 | MF   | Miguel Paredes      | 1 juni 1998 (16 år)       |         |     | Bolivia | Universitario de Pando |
| 17 | MF   | Carmelo Algañaraz   | 27 januari 1996 (18 år)   |         |     | Bolivia | Oriente Petrolero      |
| 18 | A    | Alberto Pinto       | 25 augusti 1995 (19 år)   |         |     | Bolivia | Real Santa Cruz        |
| 19 | A    | Alexis Carrasco     | 11 februari 1995 (19 år)  |         |     | Bolivia | Blooming               |
| 20 | MF   | Limberg Gutiérrez   | 12 juni 1998 (16 år)      |         |     | Bolivia | San Martín             |
| 21 | MF   | Leonardo Vaca       | 24 november 1995 (19 år)  |         |     | Bolivia | Blooming               |
| 22 | MF   | Mauricio Baldivieso | 22 juli 1996 (18 år)      |         |     | Bolivia | Jorge Wilstermann      |
| 23 | MV   | Pedro Galindo       | 13 april 1995 (19 år)     |         |     | Bolivia | Guabirá                |

## Brasilien
Förbundskapten: Alexandre Gallo 
| Nr | Pos. | Namn              | Födelsedatum (ålder)     | Matcher | Mål |           | Klubb               |
| -- | ---- | ----------------- | ------------------------ | ------- | --- | --------- | ------------------- |
| 1  | MV   | Marcos            | 13 april 1996 (18 år)    |         |     | Brasilien | Fluminense          |
| 2  | F    | João Pedro        | 15 november 1996 (18 år) |         |     | Brasilien | Palmeiras           |
| 3  | F    | Eduardo           | 13 februari 1996 (18 år) |         |     | Brasilien | Internacional       |
| 4  | F    | Marlon            | 7 september 1995 (19 år) |         |     | Brasilien | Fluminense          |
| 5  | MF   | Walace            | 4 april 1995 (19 år)     |         |     | Brasilien | Grêmio              |
| 6  | F    | Caju              | 17 juli 1995 (19 år)     |         |     | Brasilien | Santos              |
| 7  | A    | Gabriel           | 30 augusti 1996 (18 år)  |         |     | Brasilien | Santos              |
| 8  | MF   | Lucas Evangelista | 6 februari 1995 (19 år)  |         |     | Italien   | Udinese             |
| 9  | A    | Thalles           | 18 maj 1995 (19 år)      |         |     | Brasilien | Vasco da Gama       |
| 10 | MF   | Nathan            | 13 mars 1996 (18 år)     |         |     | Brasilien | Atlético Paranaense |
| 11 | A    | Marcos Guilherme  | 5 augusti 1995 (19 år)   |         |     | Brasilien | Atlético Paranaense |
| 12 | MV   | Georgemy          | 15 augusti 1995 (19 år)  |         |     | Brasilien | Cruzeiro            |
| 13 | F    | Auro              | 23 januari 1996 (18 år)  |         |     | Brasilien | São Paulo           |
| 14 | F    | Nathan Cardoso    | 13 maj 1995 (19 år)      |         |     | Brasilien | Palmeiras           |
| 15 | F    | Léo Pereira       | 31 januari 1996 (18 år)  |         |     | Brasilien | Atlético Paranaense |
| 16 | F    | Lorran            | 28 januari 1996 (18 år)  |         |     | Brasilien | Vasco da Gama       |
| 17 | MF   | Thiago Maia       | 22 mars 1997 (17 år)     |         |     | Brasilien | Santos              |
| 18 | MF   | Eduardo Henrique  | 17 maj 1995 (19 år)      |         |     | Brasilien | Atlético Mineiro    |
| 19 | A    | Kenedy            | 8 februari 1996 (18 år)  |         |     | Brasilien | Fluminense          |
| 20 | A    | Malcom            | 26 februari 1997 (17 år) |         |     | Brasilien | Corinthians         |
| 21 | MF   | Gerson            | 20 juli 1997 (17 år)     |         |     | Brasilien | Fluminense          |
| 22 | MV   | Lucas Perri       | 10 december 1997 (17 år) |         |     | Brasilien | São Paulo           |
| 23 | A    | Yuri Mamute       | 7 maj 1995 (19 år)       |         |     | Brasilien | Botafogo            |

## Chile
Förbundskapten: Hugo Tocalli 
| Nr | Pos. | Namn               | Födelsedatum (ålder)      | Matcher | Mål |           | Klubb                |
| -- | ---- | ------------------ | ------------------------- | ------- | --- | --------- | -------------------- |
| 1  | MV   | Miguel Vargas      | 15 juni 1996 (18 år)      |         |     | Chile     | Universidad Católica |
| 2  | F    | Brayan Véjar       | 14 juli 1995 (19 år)      |         |     | Chile     | Huachipato           |
| 3  | F    | Sebastián Vegas    | 4 december 1996 (18 år)   |         |     | Chile     | Audax Italiano       |
| 4  | F    | Brian Torrealba    | 14 juli 1997 (17 år)      |         |     | Chile     | O'Higgins            |
| 5  | F    | Bernardo Cerezo    | 21 januari 1995 (19 år)   |         |     | Chile     | Universidad de Chile |
| 6  | MF   | Pablo Galdames     | 30 december 1996 (18 år)  |         |     | Chile     | Unión Española       |
| 7  | MF   | Luciano Cabral     | 26 april 1995 (19 år)     |         |     | Argentina | Argentinos Juniors   |
| 8  | F    | Camilo Rodríguez   | 4 mars 1995 (19 år)       |         |     | Chile     | Colo-Colo            |
| 9  | A    | Ignacio Jeraldino  | 6 december 1995 (19 år)   |         |     | Italien   | Parma Primavera      |
| 10 | MF   | Diego Rojas        | 15 februari 1995 (19 år)  |         |     | Chile     | Universidad Católica |
| 11 | F    | Luis Pavez         | 17 september 1995 (19 år) |         |     | Chile     | Colo-Colo            |
| 12 | MV   | Brayan Cortés      | 11 mars 1995 (19 år)      |         |     | Chile     | Deportes Iquique     |
| 13 | F    | Raúl Osorio        | 29 juni 1995 (19 år)      |         |     | Chile     | O'Higgins            |
| 14 | MF   | Marcos Bolados     | 28 februari 1996 (18 år)  |         |     | Chile     | Deportes Antofagasta |
| 15 | MF   | Cristián Cuevas    | 2 april 1995 (19 år)      |         |     | Chile     | Universidad de Chile |
| 16 | MF   | Juan Fuentes       | 21 mars 1995 (19 år)      |         |     | Chile     | O'Higgins            |
| 17 | A    | Matías Ramírez     | 5 februari 1996 (18 år)   |         |     | Spanien   | Granada B            |
| 18 | A    | Iván Pardo         | 10 november 1995 (19 år)  |         |     | Chile     | O'Higgins            |
| 19 | MF   | Sebastián Díaz     | 23 februari 1996 (18 år)  |         |     | Chile     | Deportes Temuco      |
| 20 | F    | Rodrigo Echeverría | 1 april 1995 (19 år)      |         |     | Chile     | Universidad de Chile |
| 21 | MF   | Bryan Carvallo     | 15 september 1996 (18 år) |         |     | Chile     | Colo-Colo            |
| 22 | MV   | Nelson Espinoza    | 22 september 1995 (19 år) |         |     | Chile     | Universidad de Chile |
| 23 | A    | José Luis Sierra   | 24 juni 1997 (17 år)      |         |     | Chile     | Unión Española       |

## Colombia
Förbundskapten: Carlos Restrepo 
| Nr | Pos. | Namn                    | Födelsedatum (ålder)      | Matcher | Mål |           | Klubb                  |
| -- | ---- | ----------------------- | ------------------------- | ------- | --- | --------- | ---------------------- |
| 1  | MV   | Álvaro David Montero    | 29 mars 1995 (19 år)      |         |     | Brasilien | São Caetano            |
| 2  | F    | Aldayr Hernández        | 4 augusti 1995 (19 år)    |         |     | Colombia  | Bogotá                 |
| 3  | F    | Jeison Angulo           | 27 juni 1996 (18 år)      |         |     | Colombia  | Deportivo Cali         |
| 4  | F    | Daniel Londoño          | 1 januari 1995 (20 år)    |         |     | Colombia  | Envigado               |
| 5  | F    | Juan Sebastián Quintero | 23 mars 1995 (19 år)      |         |     | Colombia  | Deportivo Cali         |
| 6  | MF   | Andrés Tello            | 6 september 1996 (18 år)  |         |     | Colombia  | Envigado               |
| 7  | MF   | Deinner Quiñones        | 16 augusti 1995 (19 år)   |         |     | Colombia  | Deportes Quindío       |
| 8  | MF   | Alexis Zapata           | 10 maj 1995 (19 år)       |         |     | Italien   | Udinese                |
| 9  | MF   | Joao Rodríguez          | 19 maj 1996 (18 år)       |         |     | Frankrike | Bastia                 |
| 10 | MF   | Brayan Rovira           | 2 december 1996 (18 år)   |         |     | Colombia  | Atlético Nacional      |
| 11 | A    | Jeison Lucumí           | 8 april 1995 (19 år)      |         |     | Colombia  | América                |
| 12 | MV   | Luis Vásquez            | 1 mars 1996 (18 år)       |         |     | Colombia  | Independiente Medellín |
| 13 | F    | Davinson Sánchez        | 12 juni 1996 (18 år)      |         |     | Colombia  | Atlético Nacional      |
| 14 | F    | Nilson Castrillón       | 28 januari 1996 (18 år)   |         |     | Colombia  | Deportivo Cali         |
| 15 | MF   | Luis Angel Díaz         | 11 januari 1995 (19 år)   |         |     | Colombia  | Bogotá                 |
| 16 | MF   | Jarlan Barrera          | 16 september 1995 (19 år) |         |     | Colombia  | Atlético Junior        |
| 17 | MF   | Juan Ferney Otero       | 26 maj 1995 (19 år)       |         |     | Colombia  | Fortaleza              |
| 18 | A    | Mauro Manotas           | 15 juli 1995 (19 år)      |         |     | Colombia  | Uniautónoma            |
| 19 | A    | Alfredo Morelos         | 21 juni 1996 (18 år)      |         |     | Colombia  | Independiente Medellín |
| 20 | A    | Rafael Borré            | 15 september 1995 (19 år) |         |     | Colombia  | Deportivo Cali         |
| 21 | F    | Luis Manuel Orejuela    | 20 augusti 1995 (19 år)   |         |     | Colombia  | Deportivo Cali         |
| 22 | MV   | Yasser Chávez           | 5 mars 1995 (19 år)       |         |     | Colombia  | Bogotá                 |
| 23 | F    | Eduar Caicedo           | 23 april 1995 (19 år)     |         |     | Colombia  | Deportivo Cali         |

## Ecuador
Förbundskapten: Sixto Vizuete 
| Nr | Pos. | Namn                    | Födelsedatum (ålder)     | Matcher | Mål |           | Klubb                   |
| -- | ---- | ----------------------- | ------------------------ | ------- | --- | --------- | ----------------------- |
| 1  | MV   | Édisson Recalde         | 16 januari 1996 (18 år)  |         |     | Ecuador   | Imbabura                |
| 2  | F    | Gabriel Corozo          | 5 januari 1995 (19 år)   |         |     | Spanien   | Granada B               |
| 3  | F    | Ronny Santos            | 4 juli 1995 (19 år)      |         |     | Ecuador   | Manta                   |
| 4  | F    | Darwin Suárez           | 17 januari 1995 (19 år)  |         |     | Mexiko    | Pachuca                 |
| 5  | MF   | Jefferson Intriago      | 4 juni 1996 (18 år)      |         |     | Ecuador   | LDU Quito               |
| 6  | F    | Aníbal Chalá            | 9 maj 1996 (18 år)       |         |     | Ecuador   | El Nacional             |
| 7  | A    | David Vélez Cedeño      | 21 april 1995 (19 år)    |         |     | Argentina | Vélez Sarsfield         |
| 8  | MF   | José Francisco Cevallos | 18 januari 1995 (19 år)  |         |     | Ecuador   | LDU Quito               |
| 9  | A    | Miguel Parrales         | 26 december 1995 (19 år) |         |     | Ecuador   | El Nacional             |
| 10 | A    | Gabriel Cortez          | 10 oktober 1995 (19 år)  |         |     | Ecuador   | Independiente del Valle |
| 11 | MF   | Kevin Mercado           | 28 januari 1995 (19 år)  |         |     | Spanien   | Granada B               |
| 12 | MV   | Xavier Cevallos         | 22 juni 1996 (18 år)     |         |     | Ecuador   | Emelec                  |
| 13 | A    | Gregoris Ortiz          | 10 december 1995 (19 år) |         |     | Ecuador   | LDU Loja                |
| 14 | F    | Édison Realpe           | 13 april 1996 (18 år)    |         |     | Ecuador   | River Plate             |
| 15 | F    | Jerry León              | 22 april 1995 (19 år)    |         |     | Ecuador   | Deportivo Cuenca        |
| 16 | F    | Fabiano Tello           | 28 oktober 1998 (16 år)  |         |     | Ecuador   | Independiente del Valle |
| 17 | MF   | Jhegson Méndez          | 26 april 1997 (17 år)    |         |     | Ecuador   | Independiente del Valle |
| 18 | MF   | Boris Quiroz            | 18 april 1995 (19 år)    |         |     | Ecuador   | Deportivo Quevedo       |
| 19 | MF   | Ronaldo Johnson         | 15 april 1995 (19 år)    |         |     | Ecuador   | Deportivo Cuenca        |
| 20 | MF   | Robert Javier Burbano   | 10 april 1995 (19 år)    |         |     | Ecuador   | Emelec                  |
| 21 | A    | Jonathan Betancourt     | 14 februari 1995 (19 år) |         |     | Portugal  | Gondomar                |
| 22 | MV   | Gonzalo Valle           | 28 februari 1996 (18 år) |         |     | Ecuador   | River Plate             |
| 23 | F    | Luis Cangá              | 15 juni 1995 (19 år)     |         |     | Ecuador   | LDU Quito               |

## Paraguay
Förbundskapten: Víctor Genes 
| Nr | Pos. | Namn             | Födelsedatum (ålder)      | Matcher | Mål |           | Klubb             |
| -- | ---- | ---------------- | ------------------------- | ------- | --- | --------- | ----------------- |
| 1  | MV   | Tomás Echagüe    | 18 september 1996 (18 år) |         |     | Paraguay  | Sportivo Luqueño  |
| 2  | F    | Juan Escobar     | 3 juli 1995 (19 år)       |         |     | Paraguay  | Sportivo Luqueño  |
| 3  | F    | Iván Cañete      | 22 april 1995 (19 år)     |         |     | Spanien   | Atlético Madrid C |
| 4  | F    | Ariel Benítez    | 15 september 1997 (17 år) |         |     | Paraguay  | Guaraní           |
| 5  | F    | Saúl Salcedo     | 29 augusti 1997 (17 år)   |         |     | Paraguay  | Olimpia           |
| 6  | MF   | Ángel Benítez    | 27 januari 1996 (18 år)   |         |     | Paraguay  | Libertad          |
| 7  | MF   | Danilo Santacruz | 12 juni 1995 (19 år)      |         |     | Paraguay  | Libertad          |
| 8  | MF   | Gustavo Viera    | 28 augusti 1995 (19 år)   |         |     | Brasilien | Corinthians       |
| 9  | A    | Luis Amarilla    | 25 augusti 1995 (19 år)   |         |     | Paraguay  | Libertad          |
| 10 | A    | Antonio Sanabria | 4 april 1996 (18 år)      |         |     | Italien   | Roma              |
| 11 | A    | Sergio Díaz      | 5 mars 1998 (16 år)       |         |     | Paraguay  | Cerro Porteño     |
| 12 | MV   | José Colmán      | 4 juni 1996 (18 år)       |         |     | Paraguay  | 3 de Febrero      |
| 13 | F    | Omar Alderete    | 26 december 1996 (18 år)  |         |     | Paraguay  | Cerro Porteño     |
| 14 | F    | José Sanabria    | 25 mars 1996 (18 år)      |         |     | Paraguay  | Libertad          |
| 15 | F    | Marcos González  | 15 juli 1995 (19 år)      |         |     | Paraguay  | Olimpia           |
| 16 | MF   | Roque Guachire   | 5 maj 1995 (19 år)        |         |     | Paraguay  | Libertad          |
| 17 | MF   | Jesús Medina     | 30 april 1997 (17 år)     |         |     | Paraguay  | Libertad          |
| 18 | MF   | Enrique Araújo   | 3 oktober 1995 (19 år)    |         |     | Paraguay  | Nacional          |
| 19 | A    | Walter González  | 21 maj 1995 (19 år)       |         |     | Paraguay  | Olimpia           |
| 20 | MF   | Jeremías Bogado  | 4 juli 1995 (19 år)       |         |     | Paraguay  | Olimpia           |
| 21 | MF   | Walter Araújo    | 5 september 1995 (19 år)  |         |     | Paraguay  | Sol de América    |
| 22 | MV   | Miguel Mereles   | 6 april 1996 (18 år)      |         |     | Paraguay  | Libertad          |
| 23 | A    | Brahian Ayala    | 29 juni 1995 (19 år)      |         |     | Paraguay  | Rubio Ñu          |

## Peru
Förbundskapten: Víctor Rivera 
| Nr | Pos. | Namn                   | Födelsedatum (ålder)      | Matcher | Mål |         | Klubb                     |
| -- | ---- | ---------------------- | ------------------------- | ------- | --- | ------- | ------------------------- |
| 1  | MV   | Carlos Grados          | 15 maj 1995 (19 år)       |         |     | Peru    | Sporting Cristal          |
| 2  | F    | Luis Abram             | 27 februari 1996 (18 år)  |         |     | Peru    | Sporting Cristal          |
| 3  | F    | Brian Bernaola         | 17 januari 1995 (19 år)   |         |     | Peru    | Sporting Cristal          |
| 4  | F    | Aldair Ramos           | 12 augusti 1995 (19 år)   |         |     | Peru    | Alianza Lima              |
| 5  | F    | Francisco Duclós       | 29 januari 1996 (18 år)   |         |     | Spanien | Celta de Vigo B           |
| 6  | F    | Alexis Cossio          | 11 februari 1995 (19 år)  |         |     | Peru    | Sporting Cristal          |
| 7  | F    | Fernando Canales       | 13 april 1995 (19 år)     |         |     | Peru    | Alianza Lima              |
| 8  | MF   | Renzo Garcés           | 12 juni 1996 (18 år)      |         |     | Peru    | Universidad San Martín    |
| 9  | A    | Alexander Succar       | 12 augusti 1995 (19 år)   |         |     | Peru    | Sporting Cristal          |
| 10 | MF   | Sergio Peña            | 28 september 1995 (19 år) |         |     | Spanien | Granada B                 |
| 11 | A    | Aurelio Gonzales-Vigil | 1 mars 1996 (18 år)       |         |     | Peru    | Melgar                    |
| 12 | MV   | Daniel Prieto          | 19 september 1995 (19 år) |         |     | Peru    | Alianza Lima              |
| 13 | F    | Diego Zurek            | 25 maj 1996 (18 år)       |         |     | Peru    | Universidad San Martín    |
| 14 | MF   | Pedro Aquino           | 13 april 1995 (19 år)     |         |     | Peru    | Sporting Cristal          |
| 15 | F    | Jeremy Rostaing        | 3 maj 1995 (19 år)        |         |     | Peru    | Universidad César Vallejo |
| 16 | F    | Aldair Perleche        | 4 juni 1995 (19 år)       |         |     | Peru    | Juan Aurich               |
| 17 | A    | Luiz Da Silva          | 28 december 1996 (18 år)  |         |     | Peru    | Sporting Cristal          |
| 18 | F    | Andy Reátegui          | 14 juni 1995 (19 år)      |         |     | Peru    | Universitario de Deportes |
| 19 | A    | Adrián Ugarriza        | 1 januari 1997 (18 år)    |         |     | Peru    | Universidad San Martín    |
| 20 | MF   | Enmanuel Páucar        | 9 augusti 1996 (18 år)    |         |     | Peru    | Universitario de Deportes |
| 21 | MV   | Karlo Sánchez          | 21 mars 1995 (19 år)      |         |     | Peru    | Unión Huaral              |
| 22 | MF   | Miguel Carranza        | 3 november 1995 (19 år)   |         |     | Peru    | Unión Comercio            |
| 23 | A    | Roberto Siucho         | 7 februari 1997 (17 år)   |         |     | Peru    | Universitario de Deportes |

## Uruguay
Förbundskapten: Fabián Coito 
| Nr | Pos. | Namn                  | Födelsedatum (ålder)      | Matcher | Mål |         | Klubb                  |
| -- | ---- | --------------------- | ------------------------- | ------- | --- | ------- | ---------------------- |
| 1  | MV   | Thiago Gastón Cardozo | 31 juli 1996 (18 år)      |         |     | Uruguay | Peñarol                |
| 2  | F    | Agustín Ale           | 19 februari 1995 (19 år)  |         |     | Uruguay | River Plate            |
| 3  | F    | Matías Toma           | 14 februari 1995 (19 år)  |         |     | Uruguay | Liverpool              |
| 4  | F    | Mauricio Lemos        | 28 december 1995 (19 år)  |         |     | Uruguay | Defensor Sporting      |
| 5  | MF   | Nahitan Nández        | 28 december 1995 (19 år)  |         |     | Uruguay | Peñarol                |
| 6  | MF   | Ramiro Guerra         | 21 mars 1995 (19 år)      |         |     | Spanien | Villarreal B           |
| 7  | MF   | Facundo Ismael Castro | 22 januari 1995 (19 år)   |         |     | Uruguay | Defensor Sporting      |
| 8  | MF   | Mauro Arambarri       | 30 september 1995 (19 år) |         |     | Uruguay | Defensor Sporting      |
| 9  | A    | Jaime Báez            | 25 april 1995 (19 år)     |         |     | Uruguay | Juventud               |
| 10 | MF   | Gastón Pereiro        | 11 juni 1995 (19 år)      |         |     | Uruguay | Nacional               |
| 11 | A    | Franco Acosta         | 5 mars 1996 (18 år)       |         |     | Uruguay | Fénix                  |
| 12 | MV   | Gastón Guruceaga      | 15 mars 1995 (19 år)      |         |     | Uruguay | Peñarol                |
| 13 | MF   | Facundo Boné          | 16 november 1995 (19 år)  |         |     | Uruguay | Fénix                  |
| 14 | A    | Diego Fagúndez        | 14 februari 1995 (19 år)  |         |     | USA     | New England Revolution |
| 15 | MF   | Gastón Faber          | 21 april 1996 (18 år)     |         |     | Uruguay | Danubio                |
| 16 | F    | José Etcheverry       | 10 maj 1996 (18 år)       |         |     | Uruguay | Defensor Sporting      |
| 17 | A    | Horacio Sequeira      | 30 september 1995 (19 år) |         |     | Uruguay | Danubio                |
| 18 | MF   | Franco Pizzichillo    | 3 januari 1996 (18 år)    |         |     | Uruguay | Defensor Sporting      |
| 19 | F    | Erick Cabaco          | 19 april 1995 (19 år)     |         |     | Uruguay | Rentistas              |
| 20 | MF   | Rodrigo Amaral        | 25 mars 1997 (17 år)      |         |     | Uruguay | Nacional               |
| 21 | F    | Guillermo Cotugno     | 12 mars 1995 (19 år)      |         |     | Uruguay | Danubio                |
| 22 | F    | Mathías Suárez        | 24 juni 1996 (18 år)      |         |     | Uruguay | Defensor Sporting      |
| 23 | MV   | Michel Tabárez        | 29 juli 1995 (19 år)      |         |     | Uruguay | Fénix                  |

## Venezuela
Förbundskapten: Miguel Echenausi 
| Nr | Pos. | Namn                    | Födelsedatum (ålder)      | Matcher | Mål |           | Klubb                  |
| -- | ---- | ----------------------- | ------------------------- | ------- | --- | --------- | ---------------------- |
| 1  | MV   | Kleiner Escorcia        | 11 juli 1995 (19 år)      |         |     | Venezuela | Deportivo Petare       |
| 2  | F    | Junior Mejía            | 22 februari 1995 (19 år)  |         |     | Venezuela | Yaracuyanos            |
| 3  | F    | Carlos Cermeño          | 9 augusti 1995 (19 år)    |         |     | Venezuela | Deportivo Táchira      |
| 4  | F    | José Luis Marrufo       | 12 maj 1996 (18 år)       |         |     | Venezuela | Deportivo Lara         |
| 5  | MF   | Oscar Guillén           | 17 maj 1995 (19 år)       |         |     | Venezuela | Estudiantes de Mérida  |
| 6  | F    | Franko Díaz             | 6 februari 1996 (18 år)   |         |     | Venezuela | Llaneros               |
| 7  | MF   | Jhon Murillo            | 21 november 1995 (19 år)  |         |     | Venezuela | Zamora                 |
| 8  | MF   | Carlos José Sosa        | 2 augusti 1995 (19 år)    |         |     | Venezuela | Trujillanos            |
| 9  | A    | Andrés Ponce            | 11 november 1996 (18 år)  |         |     | Venezuela | Llaneros               |
| 10 | MF   | Jefferson Savarino      | 11 november 1996 (18 år)  |         |     | Venezuela | Zulia                  |
| 11 | A    | Juan Azócar             | 1 oktober 1995 (19 år)    |         |     | Venezuela | Deportivo Táchira      |
| 12 | MV   | Beycker Velázquez       | 13 april 1996 (18 år)     |         |     | Venezuela | Caracas                |
| 13 | F    | Jefre Vargas            | 12 januari 1995 (19 år)   |         |     | Venezuela | Caracas                |
| 14 | F    | Rubén Alejandro Ramírez | 18 oktober 1995 (19 år)   |         |     | Venezuela | Estudiantes de Caracas |
| 15 | F    | Daniel Carrillo         | 2 december 1995 (19 år)   |         |     | Venezuela | Deportivo Lara         |
| 16 | MF   | Luis Jiménez            | 28 december 1995 (19 år)  |         |     | Venezuela | Carabobo               |
| 17 | A    | Yanowski Reyes          | 15 maj 1995 (19 år)       |         |     | Venezuela | Llaneros               |
| 18 | MF   | Adalberto Peñaranda     | 21 maj 1997 (17 år)       |         |     | Venezuela | Deportivo La Guaira    |
| 19 | MF   | Ayrton Páez             | 16 januari 1995 (19 år)   |         |     | Spanien   | Mallorca B             |
| 20 | MF   | Kenny Romero            | 17 maj 1995 (19 år)       |         |     | Venezuela | Aragua                 |
| 21 | F    | Jhonny Alberto González | 15 september 1995 (19 år) |         |     | Venezuela | Atlético Venezuela     |
| 22 | MV   | Andres Colmenares       | 1 november 1997 (17 år)   |         |     | Venezuela | Deportivo Táchira      |
| 23 | A    | Jaime Moreno            | 30 mars 1995 (19 år)      |         |     | Cypern    | AEL Limassol           |